# Кулой (река, впадает в Белое море)
Куло́й — река в Архангельской области России (в верховьях носит название Сотка), берёт начало на Беломорско-Кулойском плато, впадает в Мезенскую губу Белого моря. В 1623 году река упомянута в письменных источниках как Кулуя.

## Характеристика

Бассейн реки Кулой

Протекает по территории Пинежского и Мезенского районов.
Длина — 235 км (считая за исток р. Сотка — 350 км), площадь водосборного бассейна — 19 тыс. км². Прорезая глубоким ущельем высокий обрыв Беломорско-Кулойского плато, Кулой резко меняет направление течения с широтного на меридиональное и имеет чрезвычайно извилистое русло. Впадает в Мезенскую губу Белого моря. Якорное место в устье реки Кулой входит в акваторию морского порта Мезень. В нижнем течении на протяжении 90 км Кулой подвержен воздействию морских приливов.
Питание преимущественно снеговое. Средний годовой расход воды в верховье — 34 м³/с. Замерзает в октябре, вскрывается в мае.
Река судоходна от деревни Кулогора до села Долгощелье. Этот участок протяжённостью 208 км входит в перечень внутренних водных путей РФ.
Впадающая в Кулой слева ниже Шлюза Кулойского река Белая, вытекающая из Белого озера, способствует незамерзанию Кулоя на протяжении нескольких километров ниже по течению.
В верховье река Сотка (Кулой) соединена с рекой Пинегой каналом «Кулой-Пинега».

## Притоки
(расстояние от устья)
- 22 км — река Поча (лв)
- 54 км — река Со́яна (лв)
- 92 км — ручей Лая (лв)
- 117 км — река Немнюга (пр)
- 119 км — река Лака (лв)
- 167 км — река Тойма (пр)
- 186 км — река Олма (пр)
- 206 км — река Полта (лв)
- 213 км — река Кёлда (лв)

## Данные водного реестра
По данным государственного водного реестра России и геоинформационной системы водохозяйственного районирования территории РФ, подготовленной Федеральным агентством водных ресурсов:
- Бассейновый округ — Двинско-Печорский
- Речной бассейн — Мезень
- Водохозяйственный участок — реки бассейна Белого моря от мыса Воронов до мыса Канин Нос (без реки Мезени)